# Robeasca
Robeasca è un comune della Romania di 1 209 abitanti, ubicato nel distretto di Buzău, nella regione storica della Muntenia.
Il comune è formato dall'unione di 2 villaggi: Moșești e Robeasca.